# Formação Rio do Rasto
A Formação Rio do Rasto é uma formação geológica da Bacia do Paraná. Ocorre na Região Sul do Brasil, principalmente nos estados de Santa Catarina, Paraná e Rio Grande do Sul. Recebe este nome devido à Serra do Rio do Rastro, situada na porção sudeste de Santa Catarina, onde sua seção tipo foi descrita por Israel White, em 1908 . Esta formação foi depositada durante o Permiano Superior.
É constituida por rochas de origem sedimentar, principalmente siltitos, argilitos e arenitos finos. O principal recurso mineral explorado são as argilas, empregadas nas cerâmicas.